# Joseph Ndo
Joseph Cyrille Ndo, né le 28 avril 1976 à Yaoundé au Cameroun est un footballeur international camerounais jouant au poste de milieu de terrain. Il joue la partie la plus importante de sa carrière dans différents clubs du championnat d'Irlande de football.
Ndo a été sélectionné à vingt et une reprises en équipe du Cameroun de football.

## Sa carrière en club
Joseph Ndo a joué dans de nombreux clubs sur plusieurs continents : Afrique, Asie et Europe. Il commence le football au Cameroun et signe sa première licence au Cotonsport Garoua. En 1998, il remporte avec ce club son premier titre national avec le championnat du Cameroun. Au cours de l'intersaison suivante, il quitte l’Afrique pour devenir professionnel en Europe.

### En Suisse puis en France
Son point de chute en Europe est le club suisse du Neuchâtel Xamax FC. Il dispute la saison 1998-1999 du championnat de Suisse avec le Xamax qui termine à la 6e place.
Ndo est ensuite recruté par le club français du Racing Club de Strasbourg. Il y passe deux saisons, remportant au passage un deuxième trophée avec la Coupe de France de football 2000-2001. Ses prestations n'étant que peu convaincantes sur les rives du Rhin, il n'est pas conservé par le club et choisit de continuer sa carrière au Moyen-Orient..

### En Asie
En deux saisons, Joseph Ndo connait deux clubs et deux pays différents. Il dispute la saison 2001-2002 en Arabie saoudite avec le club de Al Khaleej Saihat puis la saison 2003 en Chine au club de Chengdu Blades, terminant le championnat chinois à la 6e place.

### En Irlande
Joseph Ndo retourne en Europe à partir de la saison 2003-2004. Il signe un contrat avec le club dublinois de St. Patrick's Athletic FC. Il n’y reste qu’une saison avant d’être transféré vers le Shelbourne Football Club. Avec Shelbourne il remporte en 2006 le championnat d'Irlande. En novembre de la même année Ndo est élu par ses pairs, footballeurs professionnels en Irlande, meilleur footballeur de l’année . Il est aussi désigné dans l’équipe de l’année du championnat d’Irlande. Au terme de son contrat, Ndo retourne au St. Patrick's Athletic FC.
En 2008 Ndo est prêté  à un autre grand club dublinois, les Shamrock Rovers. Juste avant le début de la saison 2009, Ndo est transféré vers le Bohemian Football Club. Il a donc fréquenté tous les clubs les plus prestigieux de la capitale irlandaise. Il est élu joueur du mois de mars 2009. Il dispute le tour préliminaire de la Ligue des champions avec les Bohemians et marque un but aux autrichiens du Red Bull Salzbourg, permettant ainsi aux Irlandais d’arracher le match nul. Ce résultat ne suffit pas à qualifier les Bohemians qui perdent 2-1 sur l’ensemble des deux matchs.
Avec les Bohemians, il augmente sa collection de trophées en remportant la coupe de la Ligue d'Irlande de football en 2009 battant en finale le Waterford United Football Club.
La suite de la saison se déroule sur le même rythme pour Ndo. Il aide son club à remporter un deuxième titre de champion d’Irlande d’affilée, terminant 4 points devant les Shamrock Rovers. Ndo marque des buts cruciaux contre Drogheda United puis les Sligo Rovers lors des tout derniers matchs de la saison. Ses performances tout au long de la saison lui valent d’être nommé une nouvelle fois dans l’équipe de l’année avec ses coéquipiers Brian Murphy, Conor Powell, Ken Oman, Brian Shelley et Gary Deegan. Joseph Ndo dispute son dernier match avec les Bohemians le 6 novembre 2009 contre Bray Wanderers.
Le 23 mars 2010, Ndo signe libre de tout contrat un engagement pour une saison avec le Sligo Rovers Football Club. Une nouvelle fois il fait valoir son savoir-faire en étant élu homme du match lors de la finale de la Coupe d'Irlande de football 2010 remportée par Sligo.

## Sa carrière internationale
Joseph Ndo commence sa carrière internationale en 1998 en étant sélectionné en équipe du Cameroun de football alors dirigée par Claude Le Roy. Lors de la Coupe du monde de football 1998, il prend part aux trois matchs du premier tour.
Au total Ndo participe à deux Coupes du monde, 1998 et 2002, et au championnat d’Afrique des nations 2000. Il compte 21 sélections en équipe nationale du Cameroun.
Ndo n’a plus été sélectionné depuis 2002, date à laquelle il a publiquement fait savoir qu’il ne souhaitait plus être appelé en équipe du Cameroun.

## Palmarès

### Cameroun
équipe du Cameroun de football
- Vainqueur de la Coupe d'Afrique des nations de football 2000

Cotonsport Garoua
- Vainqueur du championnat du Cameroun 1998

### France
Racing Club de Strasbourg
- Vainqueur de la Coupe de France de football 2000-2001

### Irlande
- Vainqueur du Championnat d'Irlande de football
  - Shelbourne FC : 2004 et 2006
  - Bohemian FC : 2009

- Vainqueur de la Coupe de la Ligue d'Irlande de football
  - Bohemian FC : 2009
  - Sligo Rovers : 2010

- Vainqueur de la Coupe d'Irlande de football
  - Sligo Rovers : 2010

- Meilleur joueur d'Irlande en 2006.